# Bonifati Michailowitsch Kedrow
Bonifatij Michailowitsch Kedrow (russisch Бонифатий Михайлович Кедров; * 27. Novemberjul. / 10. Dezember 1903greg. in Jaroslawl; † 10. September 1985 in Moskau) war ein russischer Philosoph und Wissenschaftshistoriker. Seine Studien über die Geschichte der Chemie erhielten weltweite Anerkennung und wurden in zahlreiche Sprachen übersetzt.

## Leben
Kedrow stammte einer Familie, die den Bolschewiki nahestand. Sein Vater war der später prominente Tschekist Michail Sergejewitsch Kedrow. In seiner Jugendzeit, als die Familie bereits zur Nomenklatura gehörte, beschäftigte er sich überwiegend mit der romantischen Seite der Revolution. Er las Karl Marx und Friedrich Engels und arbeitete während des Studiums für die Zeitung Prawda. Trotz seiner politischen Überzeugung entschied er sich für die Forschung und nicht für die Parteilaufbahn. Ab 1922 lehrte er Chemie und speziell Physikalische Chemie. 1930 und 1931 war er Geschäftsführender Direktor des Instituts für Chemie der Moskauer Staatsuniversität. In dieser Zeit hörte er auch Vorlesungen über Philosophie. 1935 verteidigte seine Diplomarbeit über Gibbs Paradox.
Ab 1935 war er wissenschaftlicher Berater des Zentralkomitees der KPDSU. Im Jahre 1938 experimentierte Kedrow über die Viskosität von Gummi-Lösungen und erstellte eine Studie darüber. Das führte ihn ab 1938 als Chemiker in seiner Heimatstadt Jaroslaw in die dortige Reifenfabrik, was später für die Rüstung im Zweiten Weltkrieg wichtig wurde, an dem er nur bis 1941 aktiv teilnahm und wegen Verwundung und einer Lungenkrankheit zurückgestellt wurde.
Ab 1945 war er stellvertretender Direktor des Instituts für Philosophie der Akademie der Wissenschaften der UdSSR. 1946 verteidigte er seine Doktorarbeit im Fach Philosophie mit dem Titel Die Atomistik Daltons und ihre philosophische Bedeutung. In den Jahren 1946 bis 1958 arbeitete Kedrow als Professor für dialektischen und historischen Materialismus an der Akademie der Geistes- und Sozialwissenschaften der Moskauer Staatsuniversität. Er gab ab 1947 die Zeitschrift Philosophie heraus. Von 1962 bis 1974 war er Direktor des Instituts für Geschichte der Naturwissenschaften und der Technik der MSU. 1960 bis 1970 war er als Herausgeber an der sowjetischen Enzyklopädie der Philosophie beteiligt. Kedrow starb nach langer Krankheit am 10. September 1985 und wurde auf dem Nowodewitschi-Friedhof in Moskau begraben.
1960 wurde er korrespondierendes und 1966 Vollmitglied der Sowjetischen Akademie der Wissenschaften. Kedrow war überdies Mitglied zahlreicher ausländischer Akademien und wissenschaftlichen Gesellschaften, etwa der Deutschen Akademie der Naturforscher Leopoldina und der Bulgarischen Akademie der Wissenschaften (jeweils 1972 ernannt).

## Werk
Neben allgemein marxistisch-philosophischen Studien über Wissenschaften und deren Klassifizierung befasste er sich mit der Geschichte der Chemie insbesondere bei Dalton und Josiah Willard Gibbs und speziell dem Gibbs-Paradoxon über Entropie gemischter Gase, mit dem sich auch Max Planck, Hendrik Antoon Lorentz, Van der Waals, Erwin Schrödinger, Albert Einstein befassten. Kedrow selbst ging an das Problem philosophisch heran.
Seit 1930 setzte sich Kedrov auch mit der Dialektik der Natur von Engels auseinander. Seine gesammelten Schriften dazu wurden 1973 veröffentlicht.

## Schriften
- Drei Aspekte der Atome (1969).
  - Der erste Teil der Trilogie beschäftigt sich mit dem „Gibbs Paradox“. Hierin versucht Kedrow das Paradox zu lösen er zeigte die Möglichkeit der Widerrufs Regel auf die „Phasen“ Gibbs und formulierte daraus ein allgemeines Gesetz über die Variabilität thermodynamischer Systeme.
  - Der zweite Teil der Trilogie geht auf Die Lehren Daltons ein. Diese historische Perspektive beinhaltet nicht nur die eigenen Artikel über die Atomistik Daltons und die Diplom- und Doktorarbeiten Kedrovs, sondern auch Ansätze der damals aktuellen Forschung und ihre Vorgänger: Lomonossov oder Lavoisier.
  - Schließlich ist der dritte Teil der Trilogie eine Auseinandersetzung mit Mendelejew unter logischen und historischen Aspekten. Der Band enthält Analysen, vor allem über den Weg zur Entstehung des Periodensystems der Elemente.
- Atomchemie, Verlag Atomiedat, Moskau, 1977
- Klassifizierung der Wissenschaften. Deutsch von Lili Keith und L. Pudenkowa. Zwei Bände.
  - I.: Untersuchungen der vormarxistischen Konzeptionen zur Problematik der Wissenschaftsklassifizierung vom Altertum bis Engels.
  - II.: Geschichte der Probleme der Klassifizierung der Wissenschaften seit der Mitte des vorherigen Jahrhunderts. Verlag: Moskau: Verlag Progress, 1975.
  - Auf Deutsch Klassifizierung der Wissenschaften (Akademie-Verlag) 1976
- Über Engels' Werk „Dialekitik der Natur“ Berlin. Dietz, 1954
- Zusammenhang von Engels Arbeit an der Naturdialektik mit der Naturphilosophie und Logik Hegels, in: Hegel-Jahrbuch, 1976, S. 437–451.
- Wissensorganisation im Wandel, Dezimalklassifikation, Thesaurusfragen
- mit M. A. Dynnik, M. T. Jowtschuk (Herausgeber): Geschichte der Philosophie. Berlin. Deutscher Verlag der Wissenschaften 1959.